# René Hamann-Boeriths
René Hamann-Boeriths (* 2. August 1969 in Svendborg, geborener René Boeriths) ist ein dänischer Handballtrainer, der während seiner aktiven Zeit für die dänische Nationalmannschaft auflief.

## Karriere

### Spielerlaufbahn
Hamann-Boeriths begann im Jahre 1975 das Handballspielen beim dänischen Verein GOG Gudme, mit dessen Herrenmannschaft er später in der Håndboldligaen auflief. Mit GOG gewann der Rückraumspieler 1992, 1995 und 1996 die dänischen Meisterschaft. Im Sommer 1996 wechselte er zum deutschen Bundesligisten TSV Bayer Dormagen. Nachdem Hamann-Boeriths 1998 mit Dormagen in die 2. Bundesliga abstieg, gelang ihm ein Jahr später der sofortige Wiederaufstieg.
Hamann-Boeriths kehrte im Sommer 2000 zum dänischen Verein GOG Gudme zurück. Im Oktober 2001 wurde der 110-fache dänische Nationalspieler vom deutschen Bundesligisten VfL Bad Schwartau verpflichtet. Hamann-Boeriths wechselte 2002 zum dänischen Erstligisten Skjern Håndbold, wo er ein Jahr später nach dem Gewinn des EHF Challenge Cups seine Karriere beendete.
Im Jahr 1995 wurde er zu Dänemarks Handballer der Jahres gewählt.

### Trainerlaufbahn
Hamann-Boeriths war zwischen 2002 und 2004 als Co-Trainer beim dänischen Erstligisten Skjern Håndbold tätig. Daraufhin übernahm Hamann-Boeriths das Traineramt des dänischen Drittligisten Sønderjysk Elitesport, bei dem er zusätzlich das Amt des Sportdirektors ausübte. Im Oktober 2007 löste er seinen Vertrag mit Sønderjysk Elitesport auf und übernahm das Traineramt von Fredericia HK. Im Sommer 2009 trat er bei Aarhus GF die Nachfolge von Erik Veje Rasmussen an. Im Jahre 2010 beendete er seine Tätigkeit bei Aarhus GF. Im September 2010 übernahm er das Traineramt des dänischen Zweitligisten TM Tønder Håndbold. 2012 legte er sein Traineramt bei TM Tønder, der zwischenzeitlich in die dritthöchste dänische Spielklasse abstieg, nieder.
Im Sommer 2013 wurde Hamann-Boeriths Trainer beim norwegischen Erstligisten Drammen HK. Im Oktober 2015 wurde er entlassen. Ab November 2015 war er im Nachwuchsbereich von Team Haderslev-Vojens als Sportdirektor tätig. In der Saison 2016/17 trainierte er nochmals TM Tønder Håndbold. Hamann-Boeriths trainierte ab Juli 2017 bis April 2018 den deutschen Frauen-Bundesligisten TuS Metzingen. Hamann-Boeriths übernahm im Sommer 2019 das Co-Traineramt beim dänischen Zweitligisten Skive fH, das er nach sieben Pflichtspielen wieder abgab. Im Januar 2022 übernahm er das Co-Traineramt beim dänischen Drittligisten Rækker Mølle Håndbold. Im selben Jahr stieg die Mannschaft in die zweithöchste dänische Spielklasse auf.

## Privates
Er ist mit der ehemaligen Handballspielerin Conny Hamann-Boeriths verheiratet. Sein Sohn Lasse Hamann-Boeriths läuft für den dänischen Erstligisten Skjern Håndbold auf.